# Embalse de El Villar
El embalse de El Villar está situado en el curso bajo del río Lozoya, en la sierra de Guadarrama (Comunidad de Madrid). Es el más antiguo en funcionamiento de toda la región y de todo el sistema de embalses del Canal de Isabel II, red que suministra el agua potable a la capital de España y a buena parte de la Comunidad de Madrid.

## Historia

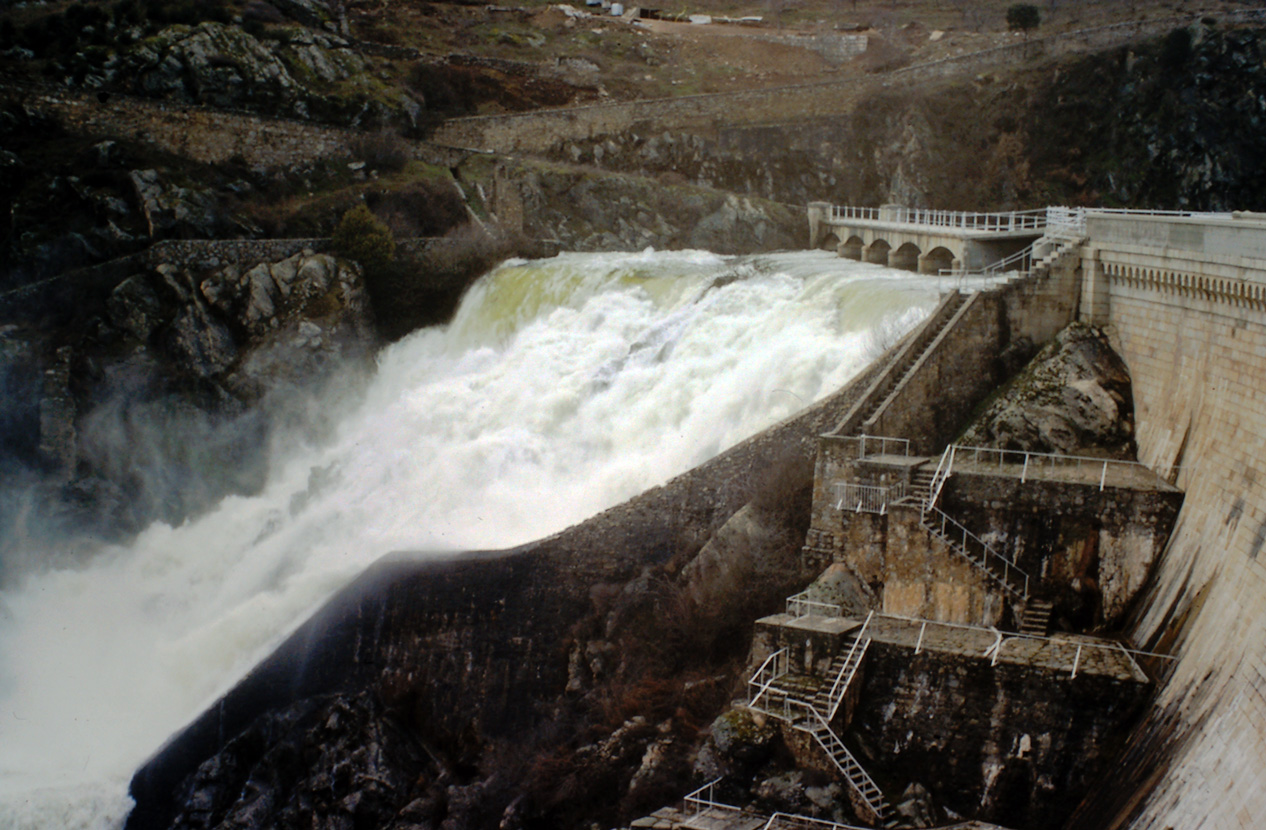
La presa aliviando agua durante el temporal de lluvias de febrero de 1978

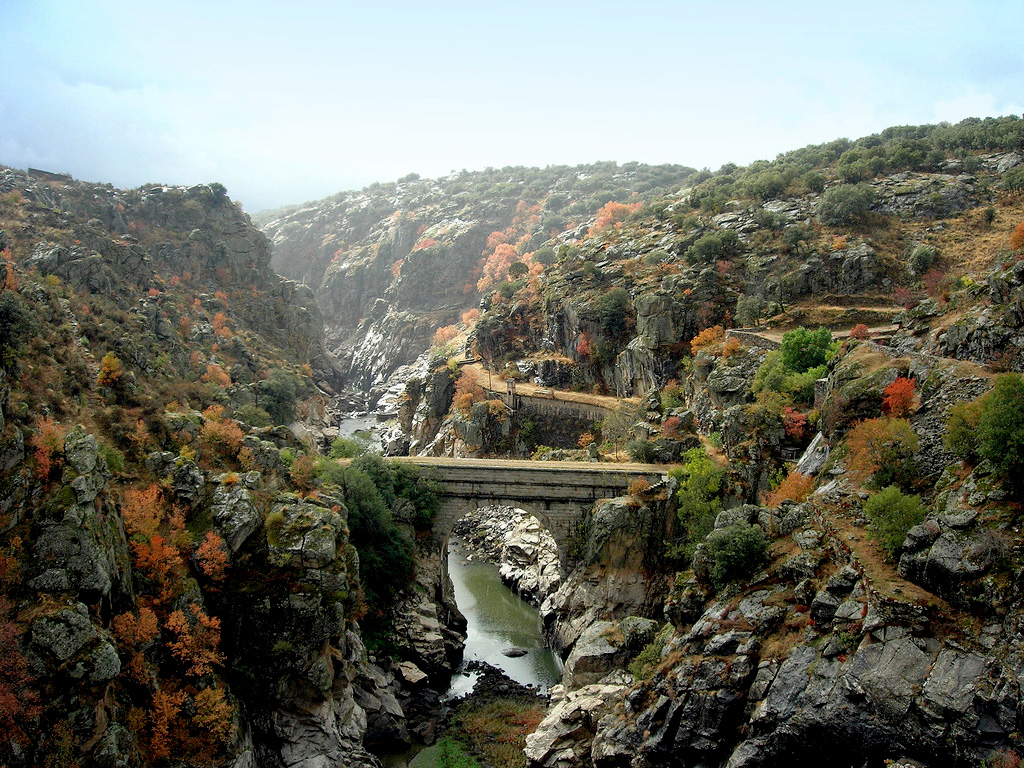
La garganta y el canal de El Villar, aguas abajo de la presa

Tras la inauguración del Pontón de la Oliva, que nunca llegó a funcionar a pleno rendimiento por culpa de las filtraciones de agua, el Canal de Isabel II encargó una nueva presa aguas arriba, a unos 50 metros por bajo de un antiguo puente denominado El Villar (que debe su nombre a un poblado desaparecido). La obra comenzó en 1869 y estuvo proyectada y dirigida por los ingenieros Elzeario Boix y José Morer.
Al igual que en el Pontón de la Oliva, se escogió una garganta cerrada para ubicar la presa. Boix, gran admirador de las infraestructuras hidráulicas que por entonces se construían en otros países de Europa, diseñó una original presa de gravedad de planta curva que supuso todo un alarde de tecnología, puesto que fue la primera de este estilo construida en todo el mundo. Es su característica curvatura la que ayuda a la estructura de la presa a soportar mejor las presiones laterales.
Fue terminada e inaugurada en 1873 como la presa más alta de España, aunque ya ha sido superada. A lo largo de más de un siglo ha sido sometida a diversas reformas y actualmente sigue prestando servicio.
En 1911 se puso en servicio el canal de El Villar, entonces llamado canal Transversal, a través del que se podía suministrar agua a Madrid, tomada directamente del embalse. En sus márgenes se construyeron, entre los años 1916 y 1934, diversos  canales perimetrales para mejorar la calidad del agua que desde este embalse se podía suministrar.

## Paisaje y naturaleza

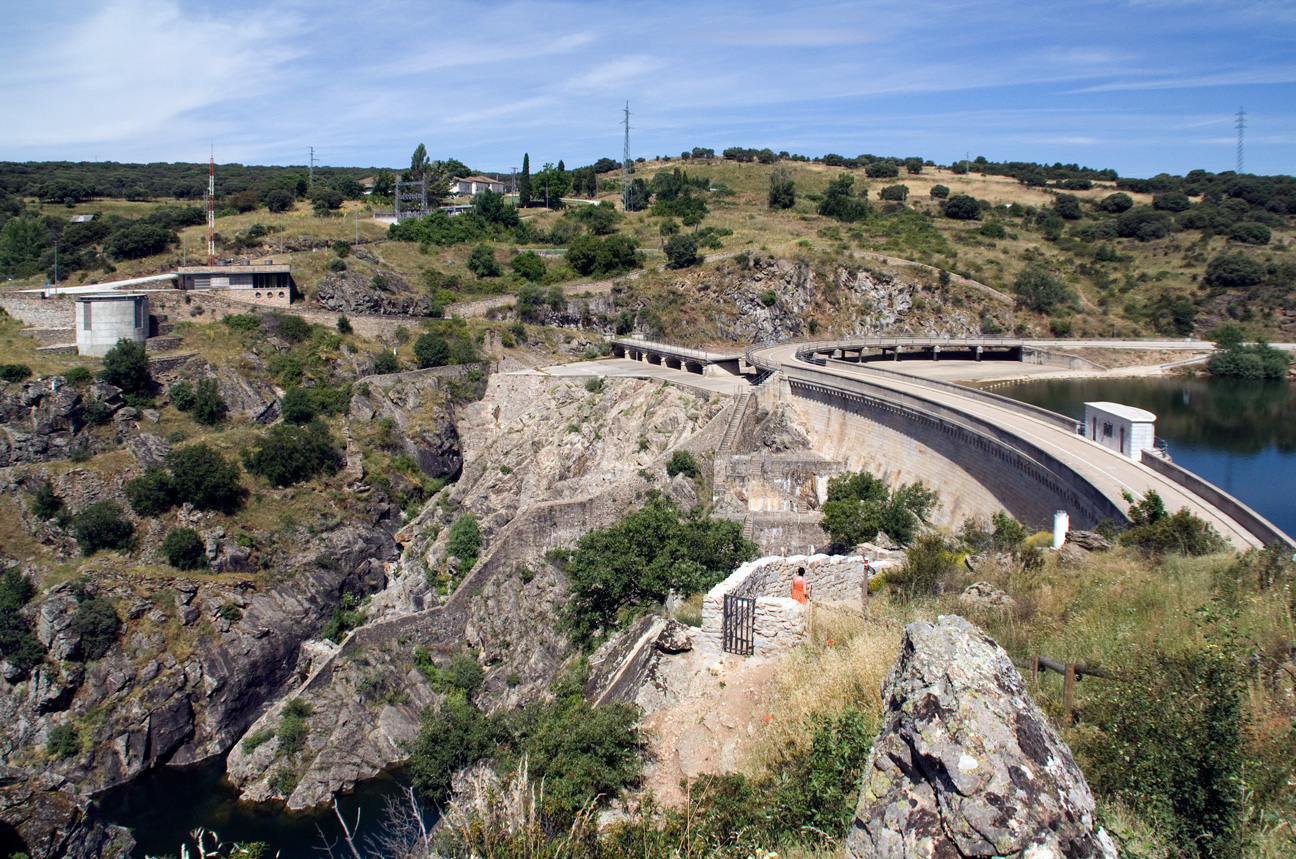
A la izquierda de la presa se observan las estructuras situadas sobre la minicentral, debajo de ellas

La garganta que forma el río Lozoya en este entorno destaca como elemento geomorfológico de carácter
erosivo, asociado a fenómenos fluviales. Corresponde a formas de incisión lineal, estrechas, cuyo desarrollo vertical
(encajamiento) es mayor que su anchura, pudiendo tener condicionantes tectónicos. Aquí el sustrato corresponde a rocas metamórficas prehercínicas, cuya disposición general es subparalela a la garganta; más concretamente son ortoneises bandeados biotíticos, en los que la estructura dominante es un bandeado metamórfico (foliación de segunda fase hercínica), compuesta por bandas oscuras con predominio de biotita y sillimanita, y bandas claras compuestas por feldespatos, plagioclasa y cuarzo.
Visto desde el muro de la presa el cañón revela la acción erosiva del río, que se encaja en busca de su perfil de
equilibrio, exponiendo en ambas márgenes paredes escarpadas y con un desnivel considerable desde la zona más elevada
(aproximadamente a cota 960 m) hasta el lecho del río (cota 900 m). Es precisamente en esta zona donde se estriba el muro
de la presa.
Tapizando el entorno se puede observar un predominio de matorrales en parches donde no aflora la roca, con variados
elementos de frondosas perennifolias y en algunos tramos pinares repoblados.

## Detalles técnicos
La presa tiene 107 metros de longitud y 5 metros de anchura en la coronación. La altura del muro es de 50,50 metros. Puede almacenar hasta 22,4 hm³ de agua y ocupa una superficie de 144 hectáreas a Nivel Máximo Normal que conforman 20 kilómetros de ribera. La fábrica de la presa es de mampostería unida con cal hidráulica con remates de sillería. Dispone de torre de toma independiente del cuerpo de presa, y un aliviadero de labio fijo en la margen derecha. Está clasificada como categoría "A", según la clasificación en función del riesgo potencial.
Al ser ésta la primera presa de gravedad de planta curva construida en el mundo, se convirtió en todo un referente dentro de las obras hidráulicas de su época. 
En 1994 se puso en servicio una minicentral eléctrica alojada en una caverna excavada en el margen derecho del río, junto a la presa, y alimentada desde una torre de toma, también de nueva construcción, que aprovecha la energía del agua al ser desembalsada hacia El Atazar. La instalación está equipada con una turbina Francis de eje vertical, para un caudal de 17 m³/s, un salto bruto máximo de 42 m y una potencia de 5990 kW.
Por sus características, esta presa está preparada para almacenar agua equivalente al 110 % de su capacidad, según un portavoz del canal de Isabel II.